# Rendez-vous Hautes Montagnes

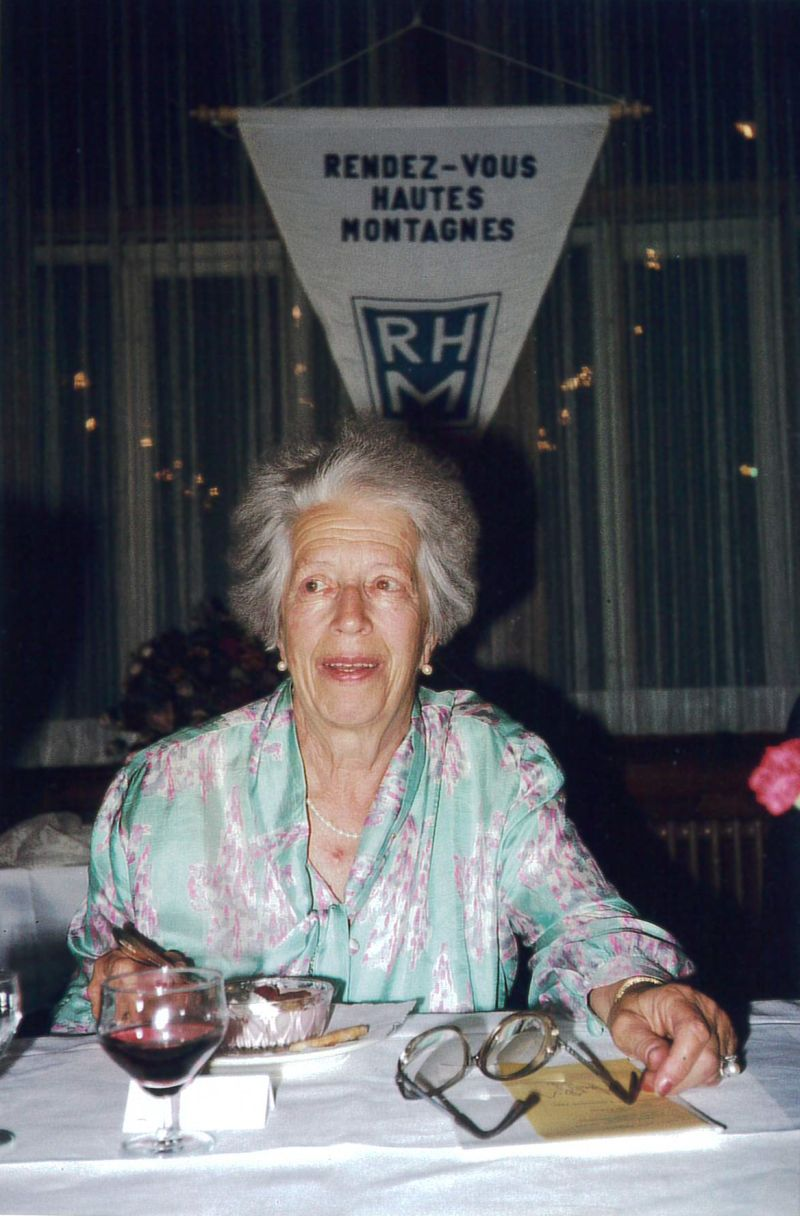
Baronin Felicitas von Reznicek am Rendezvous Hautes Montagnes

Rendez-vous Hautes Montagnes ist eine internationale Vereinigung bergsteigender Frauen.
Im Mai 1968 organisierte Baronin Felicitas von Reznicek (1903–1997) in Engelberg ein erstes Treffen von Bergsteigerinnen und Kletterinnen. Siebzig Frauen aus verschiedenen Ländern kletterten eine Woche lang gemeinsam. Damit war die Vereinigung RHM gegründet.
Felicitas von Reznicek, eine politisch engagierte Journalistin, war als Tochter einer „Halbjüdin“ während der Zeit des Nationalsozialismus für den britischen Geheimdienst tätig. Winston Churchill verlieh ihr 1951 die englische Staatsbürgerschaft. Ihr Anliegen war es zu Beginn, dass auch Alpinistinnen aus Oststaaten in die Alpen reisen konnten. Dazu schuf RHM einen Solidaritätsfonds.
Seit der Gründung treffen sich bergsteigende und kletternde Frauen aus vielen Ländern regelmäßig in unterschiedlichen Bergwelten, um in Freundschaft und mit Begeisterung gemeinsam zu klettern. Die Vereinigung hat keine Rechtsform, steht jedoch allen Frauen offen, die den Schwierigkeitsgrad V als Seilerste beherrschen und ihre Touren selbständig durchführen.